# 高荀邁
高荀邁（?—?），直隶静海人，清朝政治人物，进士出身。
乾隆七年（1742年），登壬戌科进士，擅長書法。